# Beghisi Sultan
Beghisi Sultan, també anomenada Agha Beghi, Aka Begi, Uke Biki o Tagi Khan) (+1381) fou una princesa timúrida, filla de Tamerlà. La seva mare, segons Khwantemir, fou la concubina Narmish-agha o Turmish Agha que fou la mare de Jahangir ibn Timur, Jahanshah que va morir jove i la pròpia princesa Agha Beghi.
Es va casar amb Muhammad Beg o Muhammad ibn Musa, fill de l'amir Musa Taychi'ut. D'aquest matrimoni va nàixer Sultan Husayn Mirza, que el 1405 a la mort de Timur va intentar prendre el poder a Samarcanda, sense èxit: va fugir al Khurasan (província mongola) on fou executat.
Avançat l'any 1381 la princesa va morir, després d'estar un temps malalta. Deixava només al fill Sultan Husayn. Timur, a diferencia d'altres vegades, es va mostrar força afectat. L'enterrament va seguir el ritus musulmà però amb el màxim luxe. La inhumació fou a Xahrisabz. Timur va patir una depressió i no volia veure ningú.